# 諾丁罕郡旗

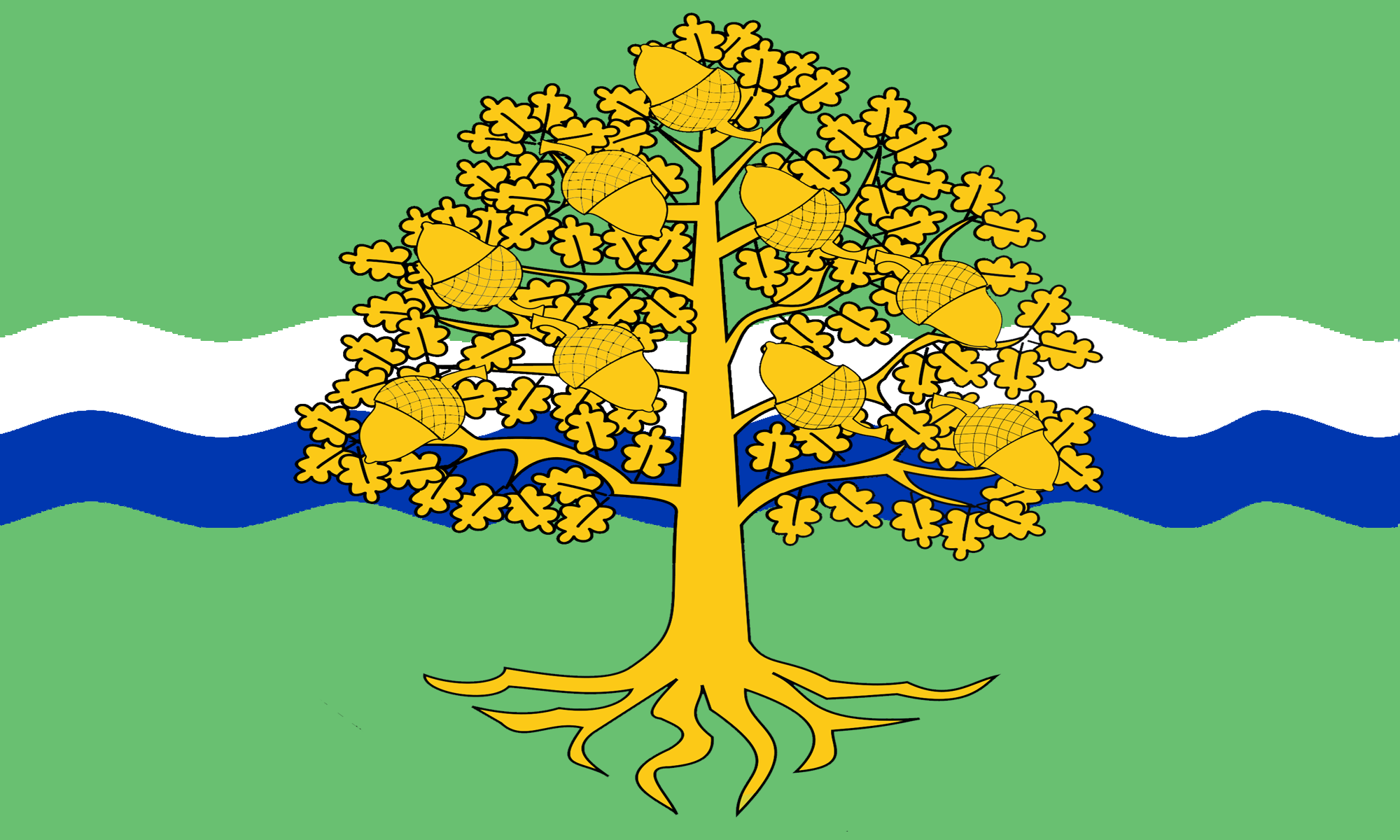
諾丁罕郡議會旗

諾丁罕郡旗（Nottinghamshire flag）是英國英格蘭諾丁漢郡的旗幟。旗幟的圖案為綠底上有白緣紅色十字（也就是聖喬治十字），中央是白色盾牌，上有羅賓漢圖案。BBC諾丁罕的Andy Whittaker按照他的兩位聽眾的建議發起了決定諾丁罕郡旗的投票，這一旗幟即來自於許多人提出給電台的創意。